# Краснослободцев Ігор Сергійович
Краснослободцев Ігор Сергійович (1 листопада 1947 — †22 серпня 1970) — український альпініст, учасник таджиксько-памірської гляціологічної експедиції 1970 року. Ім'ям Ігоря Краснослободцева названий льодовик у басейні річки Маркансу на Памірі.

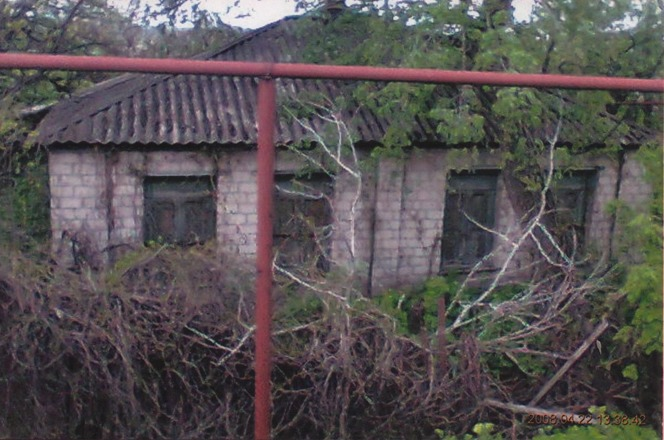
Будинок № 103 на вулиці Ветеринарна, місто Сватове, луганська область. В цьому будинку проживала родина Краснослободцевих.

## Дитячі та юнацькі роки
Ігор Краснослободцев народився у місті Сватове . Це — невеличке містечко на півночі Луганської області (Україна). 1 листопада 1947 року у сім'ї телеграфного працівника народився хлопчик. Батькам дуже подобалося ім'я Ігор і вони так і назвали своє немовля. Мама — Інна Миколаївна та тато — Сергій Васильович були дуже працьовитими та вимогливими батьками. Сім'я Краснослободцевих проживала по вулиці Ветеринарна, будинок 103.
Ігор зростав допитливим і кмітливим хлопчиком. Він з цікавістю досліджував кожен сантиметр степового краю. За спогадами матері Інни Миколаївни, вона водила сина спостерігати захід сонця. Помаранчево-червоний диск сонця довго купається у бузкових хвилях слобожанського неба, пірнаючи за горизонт і немає вже ані світла, ані променів, тільки яскрава смужка в півнеба. Хлопчик з задоволенням занурювався у пахучу шовкову траву і довго спостерігав за цим витвором природи. Потім, приходив додому, брав до рук аркуш паперу, олівець і малював, з дитячою безпосередністю те, що бачив напередодні. Коли Ігорю виповнилося сім років, він пішов до першого класу Сватівської залізничної школи № 38 (потім Сватівська загальноосвітня школа І-ІІІ ступенів № 8) . За спогадами сватів чан він добре вчився, старанно виводячи у зошиті літери та радуючи матір своїми досягненнями. Газета «Алый парус», яку так мальовничо оформляв комсорг класу Краснослободцев — найкраща в школі. У нагороду за це — поїздка з однокласниками до Кавказу. Там Ігор зробив багато цікавих знімків, які, на жаль, не збереглися до наших днів. Він все успівав робити: вчити уроки, малювати, готувати комсомольські збори, займатися музикою (Ігор закінчив музичну школу по класу баяна). За спогадами однокласників, Ігор зовні був мовчазним. Трішечки заглибленим у себе хлопцем. Активно займався спортом. Після закінчення школи мріяв вступити, або до Московського інституту міжнародних відносин (з цією метою самостійно вивчив англійську мову, бо в школі тоді вивчалася німецька), або до географічного факультету Московського університету. Вже, будучи студентом, він допомагав однокласникам перекладати англійські та німецькі тексти, вирішувати складні математичні задачі. У 1966 році Ігор Краснослободцев зі срібною медаллю закінчує середню загальноосвітню школу № 8.
Тоді, у далекі шістдесяті, вступ до інституту Міжнародних відносин проходив на початку червня і хлопець просто спізнився з документами, бо здавав випускні екзамени у школі. Натомість, в нього трапилася нагода здійснити іншу свою мрію — стати географом — мандрівником, дослідником нового та цікавого. Вже будучи студентом Московського державного університету, Ігор залишався самовіддано закоханим у рідний край, у людей своєї малої Батьківщини. Він використовував найліпшу нагоду, щоб зайвий раз навідатися додому. Він продовжував милуватися рідним містом, маленькою річкою та спекотним степовим сонцем. Саме таке ставлення до своєї малої Батьківщини зумовило становлення сильної, вольової, романтичної особистості спроможної захоплюватися, розуміти та досліджувати інші незнані землі.

## Гірський Прометей
У серпні 1966 року молодий юнак вступає на перший курс географічного факультету Московського державного університету ім. М. Ломоносова. Він залишився вірним собі: обрав найменш вивчену галузь географії — гляціологію і кріолітологію. Позначилась, певно його природна допитливість, бажання більше дізнатися про незвичайні для нашого слобожанського степового краю явища. Тільки пізніше, на Кавказі вперше побачивши величезні нагромадження льоду, які утворюють на земній поверхні застиглі гори, він по-справжньому зрозумів всю значущість своєї подальшої роботи.
Таємничі, холодні станції нагадували конусоподібні шахтні терикони у блакитному прозорому серпанкові. Повільно линуть льодовики з вершини гори до ущелин, звисають над ними, блискучими струминками.
Протягом всіх років навчання Ігор проявляв великий інтерес і здібності в опануванні географічної науки. Ігор був людиною з широким колом інтересів, яка активно ставиться до життя . Він жив інтересами факультету. Ігор учасник факультетських оглядів самодіяльності, штангіст, де зайняв друге місце на університетських змаганнях . Справжня чоловіча самостійність Ігоря, зріле ставлення до життя не дозволили йому користуватися допомогою сім'ї. Свої студентські справи він поєднував з роботою, тому після лекцій і семінарів, інколи (ночами) йшов працювати.
Пристрасть дослідника і романтичний порив молодості кликали Ігоря у важкі й суворі місця. Під час студентських практик він бував на льодовиках Кавказу і на Полярному Уралі . Наукові підсумки цих практик — курсові роботи присвячені, дуже мало дослідженим і зовсім невідомим на Кавказі кам'яним глетчерам (льодовикам). У своїх роботах студент Ігор Краснослободцев виявляє серйозну наукову підготовку, яка свідчить про те, що у нього було перспективне наукове майбутнє. Ігор активно досліджує глетчери, дає визначення усьому природному явищу та здійснює науковий опис глетчерів Великого Кавказу. Ігор Сергійович зрівнює глетчери Західного Кавказу та Альп, визначає їх типологію.
Перед дипломною практикою, як і в попередні роки Ігор Краснослободцев, разом з іншими студентами та молодими співробітниками Московського державного університету відправився у чергову наукову експедицію. На цей раз шлях його пролягав у східний Памір. Саме сюди відправилася таджиксько-памірська аерогляціологічна експедиція у серпні 1970 року. Тут у долині річки Маркансу на північ від озера Кара-Куль працював загін з чотирьох людей (А. Б. Бажєв, О. В. Ротаєва, В. І. Бруханда та І. С. Краснослободцев) з метою дослідження льодовиків. З борту гелікоптера Ігор фотографує мертвий шпилястий ландшафт. Пізніше, він планував, уяснити знімки, за допомогою розрахунків та особистих спостережень так продовжувалося декілька днів. У листі до матері він пише: « По дороге видели много завихрений и смерчей, которые поднимали пыль на очень большую высоту, это объясняется своеобразным расположением хребтов. Растительности здесь нет, иногда встречаются кустики травы. Интересны элементы горного рельефа. Солнце. Загораем. Скоро буду. Ваш сын Игорь.»
Зранку 22 серпня 1970 року група відправилася на зйомку фірної зони льодовика. Старшим був Ігор Сергійович Краснослободцев. Гляціологи, задоволені зібраними матеріалами, готувалися повернутися до Москви. Вже все було позаду: льодовики, білосніжні верхівки гір, засліплені яскравими променями. У домені експедицію вже чекав гелікоптер. Група йшла на базу. Сходили повільно по схилу, обережно ступаючи слід у слід. Коли до табу залишилося 5-7 хвилин ходу, Ігор відв'язав мотузку, щоб відійти в сторону для фотографування. Раптом, нога Ігоря зісковзнулася вниз у темну снігову безодню… Стрілка годинника показувала десяту годину ранку. Приблизно через годину, зусиллями А. Б. Бажєва, В. І. Бруханди, І. В. Рототаєвої Краснослободцева було піднято з тріщини (глибина тріщини приблизно дорівнювала 10 м), але вже без ознаків життя. Ще, понад дві години, йому робили штучне дихання, масаж серця, але упевнившись, що Ігор мертвий зняли табір, винесли тіло з зони трагедії (приблизно з висоти 5000 м).
За проханням членів експедиції та рідних тіло Ігоря було вирішено зберегти у морзі, а потім відправити на Україну. За рішенням учасників таджиксько-памірської гляціологічної експедиції інституту географії АН-СРСР льодовик у басейні річки Маркансу, на якому загинув Ігор Краснослободцев названий його ім'ям. У підніжжя скелі молоді вчені збудували невеличкий обеліск. Довгий час місце розташування льодовика було невідоме. Суперечкиточилися і над порядковим номером, який цей льодовик отримав (вважали, що його номер 38). Ця помилка була допущена Ільчуком А. — автором статті «Автограф на скелі» у газеті «Комсомольское знамя» за 1972 рік. Але в процесі дослідження було встановлено, що реєстраційний номер льодовика ім. Ігоря Краснослободцева № 69, про що свідчать матеріали гляціологічних експедицій .
Остання прописка Ігоря Сергійовича Краснослободцева м. Київ, Лісове кладовище. Якщо сісти на автобус № 25 на станції «Дарниця» та проїхати до кінцевої зупинки можна потрапити до тихого сумного місця. Навколо шумлять високі, стрункі дерева, співають птахи. Недалеко від центрального входу, по ряду 38, є невеличка кам'яна могила з якої на відвідувачів дивиться молода людина з теплими, розумними очима. Це сватівчанин з Луганщини, простий хлопець з маленького містечка — Ігор Краснослободцев.
Пролітаючи над вершинами Паміру, любуючись красою місцевого ландшафту, звертаєш увагу на маленьку смужечку білого оксамиту, що розтягнулась між горами. Це і є льодовик Ігоря Краснослободцева.
Пройшло понад чотири десятиліття від загибелі Ігоря Сергійовича Краснослободцева. Вже будинок в якому народився і виріс Ігор зруйнувався, бо там ніхто не проживає . Але пам'ять людська, вона жива і не руйнується плином часу. У Сватівському краєзнавчому музеї було створено стенд, присвячений цьому прославленому юнакові. Учні школи, у якій навчався хлопець, доглядають за могилами батьків Ігоря . Коли знаходишся на кладовищі біля могил Інни Миколаївни та Сергія Васильовича Краснослободцевих, вклоняєшся цим людям та розумієш, яких талановитих людей народжує сватівська земля. Ігор Краснослободцев прожив всього 22 роки . Але як прожив!

## Список використаної літератури та джерел
- Бруханда В. И. Каменные глетчеры Кавказа и Памира — Алтая и их связь с пульсощнями ледников // Материалы гляциологических исслед., 1976, вып. 27, 220 с.
- Докладная записка. — Сватовский краеведческий музей. — ф. 858, спр. 8А.
- Ильчук А. Автограф на скале // Комсомольское знамя. — 1972. — 8 октября.
- Информационное письмо кафедры криолитологии и гляциологии. — Сватовский краеведческий музей. Арх., СНКМ н/в № 2376.
- Краснослободцев И. С. О каменных глетчерах Большого Кавказа //Верст. МГУ. сер.5. География, 1971, № 1.
- Материалы гляциологических исследований: хроника обсуждения / Институт географии академии наук СССР, Москва, 1971. — вып. 18-208 с.
- Справка. — Сватовский краеведческий музей. — ф. 858, спр.84.
- http://mountainis.tos.ru
- http://www.msu.ru/